# حكومة عصمت إينونو الثالثة
حكومة عصمت إينونو الثالثة (بالتركية: III İnönü Hükûmeti) هي الحكومة التركية الرابعة في تركيا (بالتركية: 4. Türkiye Hükûmeti) بدأت أعمالها في 3 مارس 1925 في عهد رئيس الجمهورية الغازي مصطفى كمال باشا.

## خلفية
تم تشكيل الحكومة بعد سقوط الحكومة السابقة بقيادة علي فتحي أوکيار عقب تمرد ما يسمى ثورة الشيخ سعيد الكردي. كلف رئيس الوزراء الجديد عصمت باشا من حزب الشعب الجمهوري (CHP)، الذي كان أيضا رئيس وزراء أول حكومتين في تركيا بتشكيلها.

## قائمة أعضاء المجلس
الأسماء بين قوسين هي الأسماء التي إختارها الأفراد كألقاب لعائلاتهم بعد تبني قانون الألقاب وحذف الألقاب العثمانية 1934.
| المنصب                        | الاسم                       | ملاحظة العهدة                  |
| ----------------------------- | --------------------------- | ------------------------------ |
| رئيس الوزراء                  | عصمت باشا                   |                                |
| وزير العدل                    | محمود أسات بك (بوزكورت)     |                                |
| وزير الخارجية                 | توفيق روستو بك (أراس)       |                                |
| وزير الإسكان والتعمير والصرف  | جلال بك                     | 6 مارس 1924 / 7 يوليوز 1924    |
| وزير الإسكان والتعمير والصرف  | حسن رفعت بك (كانيتيز)       | 7 يوليوز 1924 / 5 نوفمبر 1924  |
| وزير الدفاع                   | رجب بك (بيكر)               |                                |
| وزير الداخلية                 | جميل بك (أويبدان)           |                                |
| وزير البحرية                  | إحسان بك (أريافوز)          |                                |
| وزير الزراعة                  | محمد صبري بك (توبراك)       |                                |
| وزير المالية                  | حسن بك سقا                  | 3 مارس 1925 / 13 يوليوز 1926   |
| وزير المالية                  | مصطفى عبد الخالق بك رندا    | 13 يوليوز 1926 / 1 نوفمبر 1927 |
| وزير التربية                  | حمد الله صبحي بك ( تانروفر) | 3 مارس 1925 / 21 ديسمبر 1925   |
| وزير التربية                  | مصطفى نجاتي بك              | 21 ديسمبر 1925 / 1 نوفمبر 1927 |
| وزير الصحة والتضامن الاجتماعي | رفيق بك                     |                                |
| وزير الأشغال العامة           | سليمان سيري بك (أرال)       | 3 مارس 1925 / 16 ديسمبر 1925   |
| وزير الأشغال العامة           | بيهق بك (أركين)             | 14 يناير 1926 / 1 نوفمبر 1927  |

## انهيار الحكومة
في 1 نوفمبر 1927 ، تم انتخاب الرئيس الغازي مصطفى كمال باشا للمرة الثانية، وحسب العادة استقال عصمت باشا وأعاد تشكيل حكومته.